# Maili
Maili és una concentració de població designada pel cens dels Estats Units a l'estat de Hawaii. Segons el cens del 2000 tenia 5.943 habitants.

## Demografia
Segons el cens del 2000, Maili tenia 5.943 habitants, 1.359 habitatges, i 1.178 famílies La densitat de població era de 2409,86 habitants per km².
Dels 1.359 habitatges en un 42,3% hi vivien nens de menys de 18 anys, en un 58,9% hi vivien parelles casades, en un 19,8% dones solteres, i en un 13,3% no eren unitats familiars. En el 9,5% dels habitatges hi vivien persones soles el 3,8% de les quals corresponia a persones de 65 anys o més que vivien soles. El nombre mitjà de persones vivint en cada habitatge era de 4,22 i el nombre mitjà de persones que vivien en cada família era de 4,35.
Per edats la població es repartia de la següent manera: un 35,0% tenia menys de 18 anys, un 10,4% entre 18 i 24, un 27,2% entre 25 i 44, un 18,4% de 45 a 64 i un 9,0% 65 anys o més.
L'edat mediana era de 28,3 anys. Per cada 100 dones hi havia 102,97 homes. Per cada 100 dones de 18 o més anys hi havia 98,25 homes.
La renda mediana per habitatge era de 45.786 $ i la renda mediana per família de 48.068 $. Els homes tenien una renda mediana de 33.229 $ mentre que les dones 21.211 $. La renda per capita de la població era de 13.185 $. Aproximadament el 19,3% de les famílies i el 21,5% de la població estaven per davall del llindar de pobresa.

## Poblacions més properes
El següent diagrama mostra les poblacions més properes.